# Dendrobium palpebrae
Espèce
Dendrobium palpebrae est une espèce d'orchidées du genre Dendrobium originaire d'Asie.